# Сиракјус (Охајо)
Сиракјус (енгл. Syracuse) град је у америчкој савезној држави Охајо.

## Демографија
По попису из 2010. године број становника је 826, што је 53 (-6,0%) становника мање него 2000. године.
| Група             | 2000.       | 2010.       |
| Белци             | 859 (97,7%) | 803 (97,2%) |
| Афроамериканци    | 8 (0,9%)    | 7 (0,8%)    |
| Азијати           | 0 (0,0%)    | 1 (0,1%)    |
| Хиспаноамериканци | 1 (0,1%)    | 1 (0,1%)    |
| Укупно            | 879         | 826         |